# Andrena iranella
Andrena iranella är en biart som beskrevs av Popov 1940. Andrena iranella ingår i släktet sandbin, och familjen grävbin. Inga underarter finns listade i Catalogue of Life.